# Florencia-Pistoia
Florence-Pistoia fue una carrera ciclista italiana disputada en el formato de contrarreloj entre Prato y Quarrata, en la provincia de Pistoia. 
Creada en 1985, desde la creación de los Circuitos Continentales UCI en 2005 formó parte del UCI Europe Tour, dentro de la categoría 1.1. La edición del 2006 fue anulada por problemas de organización y definitivamente a partir del 2009 dejó de disputarse.

## Palmarés
| Año  | Ganador              | Segundo              | Tercero               |
| ---- | -------------------- | -------------------- | --------------------- |
| 1870 | Rynner Van Heste     | Auguste Charels      | Alexandre De Sariette |
| 1985 | Rolf Gölz            | Gregor Braun         | Charly Mottet         |
| 1986 | Lech Piasecki        | Charly Mottet        | Rolf Gölz             |
| 1987 | Helmut Wechselberger | Lech Piasecki        | Gianni Bugno          |
| 1988 | Tony Rominger        | Rolf Gölz            | Lech Piasecki         |
| 1989 | Tony Rominger        | Erik Breukink        | Maurizio Fondriest    |
| 1990 | Lech Piasecki        | Daniel Steiger       | Mario Kummer          |
| 1991 | Tony Rominger        | Andrea Chiurato      | Franco Ballerini      |
| 1992 | Tony Rominger        | Claudio Chiappucci   | Sean Yates            |
| 1993 | Maurizio Fondriest   | Chris Boardman       | Laurent Bezault       |
| 1994 | Francesco Casagrande | Luca Scinto          | Maurizio Fondriest    |
| 1995 | Francesco Casagrande | Gianni Faresin       | Stefano Giraldi       |
| 1996 | Marco Fincato        | Fabio Roscioli       | Massimo Podenzana     |
| 1997 | no se disputó        | no se disputó        | no se disputó         |
| 1998 | Marco Velo           | Ruslan Ivanov        | Luca Scinto           |
| 1999 | Marco Velo           | Gianmario Ortenzi    | Chann McRae           |
| 2000 | no se disputó        | no se disputó        | no se disputó         |
| 2001 | Nathan O'Neill       | Andrea Tafi          | Slawomir Kohut        |
| 2002 | Fabrizio Guidi       | Francesco Casagrande | Yevgeni Petrov        |
| 2003 | Andrea Peron         | Filippo Simeoni      | Dario Cioni           |
| 2004 | Sergiy Matveyev      | Michael Rogers       | Ondřej Sosenka        |
| 2005 | Sergiy Matveyev      | Andriy Grivko        | Giovanni Visconti     |
| 2006 | no se disputó        | no se disputó        | no se disputó         |
| 2007 | Boris Shpilevsky     | Dario Cioni          | Giovanni Visconti     |
| 2008 | Andriy Grivko        | Marco Pinotti        | Dario Cioni           |
| 2009 | no se disputó        | no se disputó        | no se disputó         |

## Palmarés por países
| País           | Victorias |
| -------------- | --------- |
| Italia         | 8         |
| Suiza          | 4         |
| Ucrania        | 3         |
| Polonia        | 2         |
| Estados Unidos | 1         |
| Alemania       | 1         |
| Austria        | 1         |
| Australia      | 1         |
| Rusia          | 1         |